# 50.ª edición de los Premios David di Donatello
La ceremonia de los premios David di Donatello 2005 se realizó en Roma el 29 de abril de 2005.

## Premios
- Mejor película: Le conseguenze dell'amore
- Mejor dirección: Paolo Sorrentino (Le conseguenze dell'amore)
- Mejor dirección novel: Saverio Costanzo (Private)
- Mejor producción: Rosario Rinaldo (Certi bambini)
- Mejor guion: Paolo Sorrentino (Le conseguenze dell'amore)
- Mejor actriz protagonista: Barbora Bobuľová (Cuore sacro)
- Mejor actor protagonista: Toni Servillo (Le conseguenze dell'amore)
- Mejor actriz no protagonista: Margherita Buy (Manuale d'amore)
- Mejor actor no protagonista: Carlo Verdone (Manuale d'amore)
- Mejor dirección de fotografía: Luca Bigazzi (Le conseguenze dell'amore)
- Mejor música: Riz Ortolani (Ma quando arrivano le ragazze?)
- Mejor canción original: "Christmas in Love" de Tony Renis (Christmas in love)
- Mejor decorados: Andrea Crisanti (Cuore sacro)
- Mejor vestuario: Daniela Ciancio (Il resto di niente)
- Mejor montaje: Claudio Cutry (Certi bambini)
- Mejor sonido: Alessandro Zanon (Le chiavi di casa)
- Mejor efectos especiales: Grande Mela (Dopo mezzanotte)
- Mejor cortometraje: Aria de Claudio Noce y Lotta Libera de Stefano Viali
- Mejor documental: Un slenzio particolare de Stefano Rulli
- Mejor película de la Unión Europea: Mar adentro de Alejandro Amenábar
- Mejor película extranjera: Million Dollar Baby de Clint Eastwood
- Premio David Giovani: Roberto Faenza (Alla luce del sole)
- David especial: Cecchi Gori Group, Carlo Azeglio Ciampi, Tom Cruise, Mario Monicelli y Dino Risi

- Datos: Q3703439
- Multimedia: David di Donatello 2005 / Q3703439